# (9007) James Bond
(9007) James Bond – planetoida z pasa głównego asteroid okrążająca Słońce w ciągu 3 lat i 326 dni w średniej odległości 2,47 au. Została odkryta 5 października 1983 roku w Klet Obserwatory przez Antonína Mrkosa. Nazwa planetoidy pochodzi od Jamesa Bonda, fikcyjnego agenta brytyjskiego wywiadu, postaci stworzonej przez Iana Fleminga. Numer planetoidy 9007 jest odpowiednikiem numeru 007 który posiada James Bond jako agent. Przed nadaniem nazwy planetoida nosiła oznaczenie tymczasowe (9007) 1983 TE1.